# 乞食
乞食（こつじき、こじき）は、
1. 本来は仏教用語で「こつじき」と読む。比丘（僧侶）が自己の色身（物質的な身体）を維持するために人に乞うこと。行乞（ぎょうこつ）。また托鉢。十二頭陀行（じゅうにずだぎょう）の一つで、これを清浄の正命と定める。もし自ら種々の生業（なりわい）を作（な）して自活することは邪命であると定める。
2. 上の意味が転じて、路上などで物乞いをする行為。具体的には他人の憐憫の情を利用して自己のために金銭や物品の施与を受けることをいう[1]。

## 由来
古代インドのバラモン階級では、人の一生を学生期・家長期・林住期・遊行（遍歴）期という、四住期に分けて人生を送った。このうち最後の遊行期は、各所を遍歴して食物を乞い、ひたすら解脱を求める生活を送る期間である。またこの時代には、バラモン階級以外の自由な思想家・修行者たちもこの作法に則り、少欲知足を旨として修行していた。釈迦もまたこれに随い、本来の仏教では修行形態の大きな柱であった。
特に釈迦の筆頭弟子であったサーリプッタ（舎利弗）は、五比丘の一人であるアッサジ（阿説示）が乞食で各家を周っている姿を見て、その所作が端正で理に適っていることに感じ入り、これを契機に改宗して弟子入りしたことは有名な故事である。このように仏教では乞食・行乞することを頭陀行（ずだぎょう）といい、簡素で清貧な修行によって煩悩の損減を図るのが特徴である。
また、僧侶は比丘（びく）というが、これはサンスクリット語の音写訳で、「食を乞う者」という意味である。これが後々に中国で仏典を訳した際に乞食（こつじき）、また乞者（こっしゃ）などと翻訳されたことにはじまる。

Na tena bhikkhū hoti yāvatā bhikkhate pare;
Vissaṃ dhammaṃ samādāya bhikkhu hoti na tāvatā.

Yo'dha puññca pāpañca bāhetvā brahmacariyavā;
Saṅkhāya loke carati sa ce bhikkhū'ti vuccati.
他に乞ふのみにては比丘ならず、一切の所應行を服膺するのみにては比丘ならず。

人若し現世に於て罪福を離れて淨行に住し、愼重にして世を行けば眞の比丘と謂はる。
—パーリ仏典,  ダンマパダ,266-267, Sri Lanka Tripitaka Project
『大乗義章』15に「専行乞食。所為有二。一者為自。省事修道。二者為他。福利済世利人」、『行事鈔』下に「善見云。三乗聖人悉皆乞食」、また「善見云。分衛者乞食也」とあり、『法集経』に「行乞食者。破一切憍慢」、『十二頭陀経』に「食有三種。一受請食。二衆請食。三常乞食。若前二食起諸漏因縁。所以者何。受請食者。若得請便言我有福徳好人。若不請則嫌根彼。或自鄙薄。是食憂法則能遮道。若僧食者。当隋衆法断事擯人料理僧事。心則散乱妨廃行道。有

## 生活の形態としての乞食

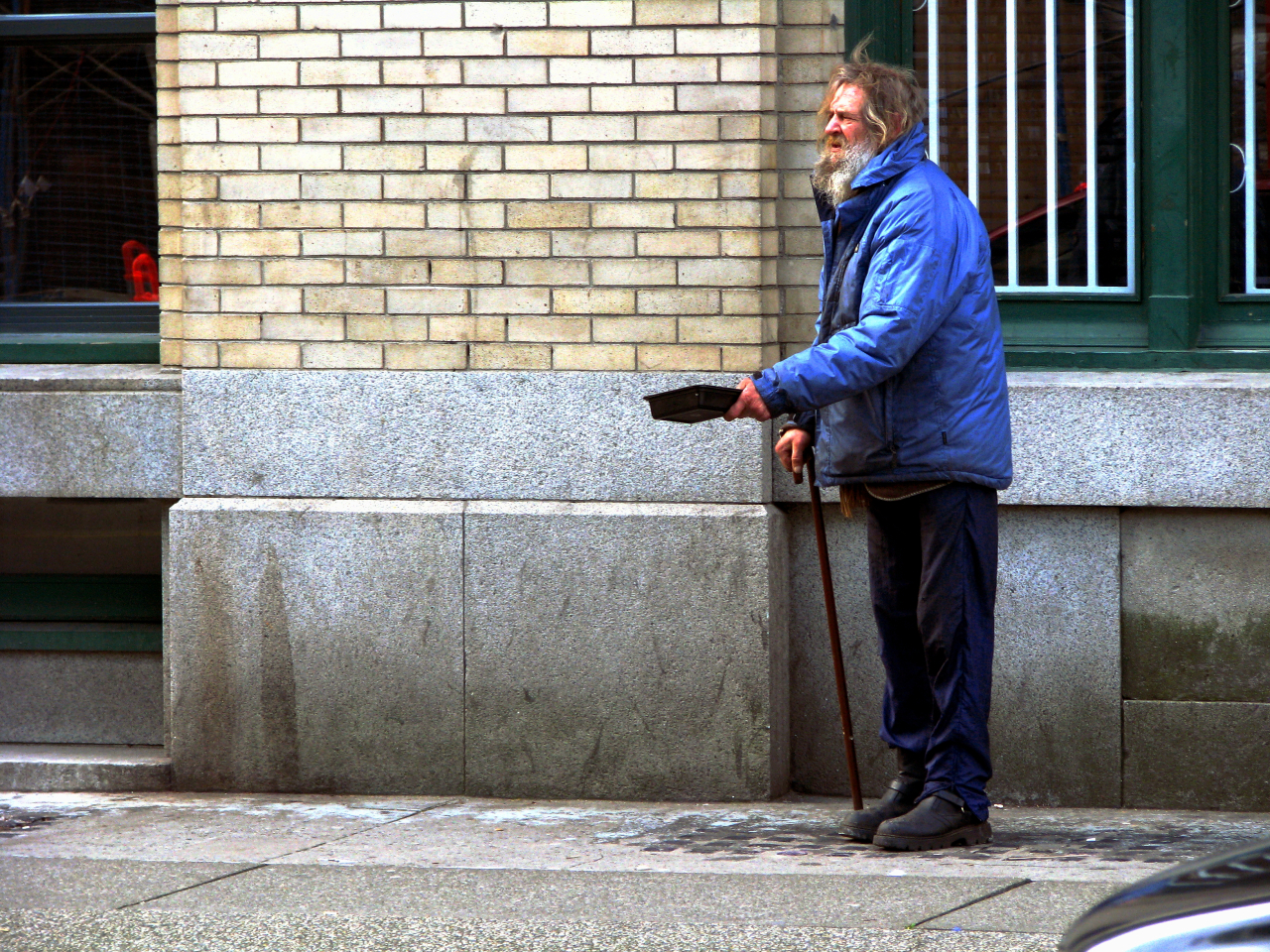
カナダの乞食（バンクーバー、2008年）

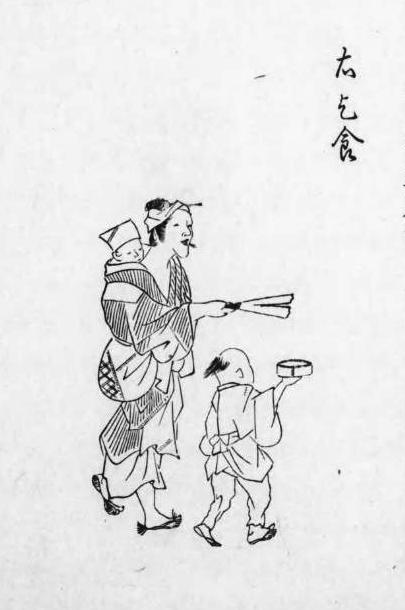
乞食。江戸職人歌合 石原正明著（片野東四郎、1900年）

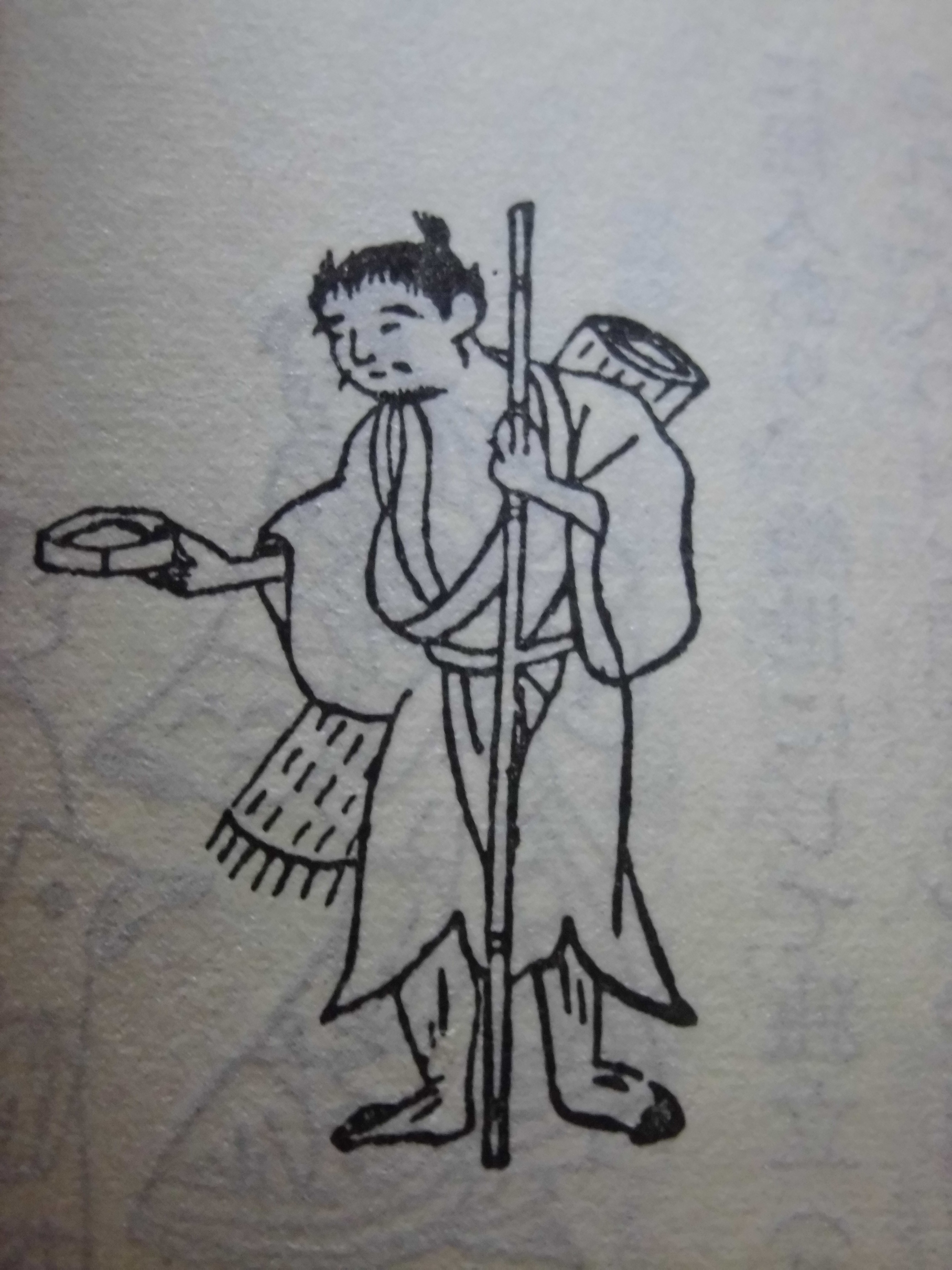
乞食
（『和漢三才図会』（正徳2年（1712年）成立）より）

上記の仏教の修行における乞食が転じて、他人から物品や金銭の施しを受けて生活している者を指すようにもなった。ただし、家族による仕送りや行政による保護を受けて生活している者はこれには含まない。一般に住居を持たない貧困者（ホームレス）が行う事が多いと誤解されているため、転じてホームレスをさす言葉としても使われる場合がある。乞食は必ずしも住所不定ではないし、住所不定者でも物乞いをせず働いている者もいる。また、2000年代からインターネット上で乞食をするネット乞食が出現した。

### 西洋
古代、ローマ帝国の成立において大規模な戦争によって土地を失った人々が大量に都市に流入し、物乞いを行う人々の人口を膨張させた。
産業革命が起きた際にも手織職工や機織職人が食べて行けなくなり、都市部を中心に物乞いを行う人々を増大させた。

### 日本
前近代には被差別民として乞食が存在した。中世には乞食は組織化され、都市部で物乞いをする代わりに清掃業務などを請け負った。特に癩者の稼業としての乞食行為は公的にも認められていたので、癩患者ではない物も被り物などで癩者の風体で乞食行為を行った。こうして乞食は非人身分ととらえられるようになり、地域によっては施行を受ける被差別民そのものの呼称ともなった。
1869年（明治2年）に東京府が乞食行為を禁止したことを嚆矢として全国的に乞食行為への取り締まりが行われ、1871年（明治4年）には賤民廃止令により身分としての乞食も無くなった。
1933年（昭和8年）児童虐待防止法が成立。内務省令により児童虐待の例示の一つとして乞食が明記され、児童を使用することが禁じられた。
現代の日本において乞食行為は、日本国憲法第27条のもと、軽犯罪法や児童福祉法で禁止されている。
- 軽犯罪法
  - 軽犯罪法1条22号は、こじきをし、又はこじきをさせることを禁止し、違反者には拘留又は科料の刑事罰が規定されている。
- 児童福祉法
  - 児童福祉法34条1項2号は、児童にこじきをさせ、又は児童を利用してこじきをする行為を禁止し、違反者には3年以下の懲役若しくは100万円以下の罰金、又はこれの併科とする刑事罰が規定されている。
  - 児童福祉法の規定は児童に直接乞食をさせるのではなく、児童を利用して乞食をする行為を処罰する規定である[1]。児童が自発的に乞食を行っているときは、児童福祉法ではなく軽犯罪法の対象となる[1]。

ただし、募金活動は金銭を自身で使うわけではない点から、仏教上の乞食は活動が信教の自由に基づく点や僧侶による正当業務行為であるといえる点から、パフォーマーが投げ銭を求める行為はパフォーマンスに対する対価として支払われる点から、適法行為となる。また、クラウドファンディングも適法となる。

### 乞食をさす言葉
- 物乞い、ものもらい、おもらいさんなど。他人に恵んでもらう行為をさす。
- ほいど（ほいと） - 祝人（ほぎ人）が転訛したもの。神楽や獅子舞などの縁起者が物乞いも行っていたことから言われるとの説のほか、僧堂の外で貴人の相伴を受けるという意味の「陪堂（ほいとう）」という仏教用語が変じたものとの説もある[7]。
- 節季候（せっきぞろ / せきぞろ） - 「節季（せっき）にて候」の意。歳末に3-4人が羊歯の葉が付いた傘や赤い布で顔を覆い、「ああ節季候節季候、めでたいめでたい」と唱えながら割った楽器（四つ竹や太鼓など）を鳴らしながら家々を周り、米や金銭を恵んでもらっていた[8]。
- 御薦（おこも）、薦被り（こもかぶり） - かつて、乞食がムシロ（こも）を被っていることが多かったため[9][10]。

## こじき祭り
岐阜県加茂郡川辺町下麻生にある縣（あがた）神社では「桶がわ祭り」という祭事がある。この祭事は別名「こじき祭り」と呼ばれている。
江戸時代に干ばつが続き飢餓に見舞われた際、神社に住み着いた乞食に住民が食べ物を与え親切にしたところ、その年は雨が降り、豊作となった。この「乞食」は神様の使いだった、という伝承が伝わる。
この祭りは毎年4月に行われている。かつては本物の乞食を招いて行っていたが、現在ではその年の厄年の男性が、顔や手に墨を塗りぼろぼろの服を着た乞食役に扮する。この乞食役に食べ物や酒が供えられ、おひつに入った赤飯がこじき役にかぶせられる。この赤飯を食べるとご利益があるといわれ、多くの見物客が赤飯を奪い合う。

## 逸話
- 抱きつき弥五郎 - 江戸時代、「抱きつき弥五郎」と呼ばれる乞食がいた。往来で町人の女性などに抱きつき、金を無心する。それ以外にはとくに悪いことをしないが、困り者だとして町奉行に訴えられた。しかし適当な処分が見つからないので、将軍家光まで話が行ったところ、「天下太平の印だ」と一蹴された（酒井忠勝著『仰景記』）[12]。
- 空也上人と乞食 - 『三国長吏由来記』という弾左衛門家の記録によると、空也上人が牢獄の囚人21人を申し受けて、七乞食、八乞食、六道の者というものに仕分けてそれぞれに生活の道を授け、長吏の預かりとして国々に置いた。「七乞食」とは、猿引・編木師（ささらし）・恵美須・辻乞・乞胸（ごうむね）・弦指（つるさし）・盲目、「八乞食」とは、薦僧・鉢坊（はちぼう）・絵説（えとき）・鉦打（かねうち）・舞々・猿牽・山守・渡守、「六道の者」とは、弓造・土器作・石切・筆結・墨師・獅子舞のことで、みな長吏弾左衛門支配下に置かれた。この救済活動により、これらの「下り者」と言われた職人・芸人等は空也上人を祖と仰いでいた[13]。
- 乞食のキヨシ - 昭和初期に浅草六区を根城とした。生没年不詳。大正10年に大分に生まれたとの説あり。井上ひさしの小説「イサムよりよろしく」では関東大震災の少し前に浅草に来て十二階で下足番をしていたが、震災で上から落ちてきた下駄が頭にあたり、以来記憶がボンヤリしているとの事。浮世人と自称し、生涯住所不定。おカネをねだるが、お釣りが出ると返しに行くという。それでも溜まったお金は浅草公園のお巡りさんが預かっていたという。酒と同じく演芸も好きで自腹で小屋に入りおとなしく舞台を見るが、キヨシが人気者になると言えば見事にあたるというので評判となり興行街の名物男になった。六区の衰退とともに素行は荒れ冷ややかな視線を浴びるようになり、最後は公衆便所で野垂れ死にしたという説がある。浅草で漫才師をしていたビートたけしの小説「漫才病棟」には最晩年のキヨシが登場する。
- 乞食は三日やったらやめられない、という言葉に象徴されるように、乞食は意外に高収入であるという一種の逆偏見は世の東西を問わず古くから浸透していた。これが発展して、一日の物乞いが終わった乞食が高級車の出迎えを受け、襤褸着から高級服に着替えて豪邸へと帰宅していくといった誇張された冗談交じりの都市伝説も同様である。こうした空想をもとにした文学作品に北杜夫の『さびしい乞食』などがある。なお、中東でも随一の繁栄を誇っている都市であるドバイにおいては、この逆偏見が現実のものとなっており、月に数百万を稼ぐ乞食は珍しくなく、特に喜捨が盛んにおこなわれるラマダンの期間中は他地域から遠征してくる乞食が多数押し寄せ、現地警察が数百人を保護するなど社会問題となっている。[14]
- 屋外で活動する乞食の中には、厳しい気象環境にさらされる者もいる。パキスタンでは、2016年6月に熱波に襲われた際に数百人単位の多数の死者が出た[15]。